# Arxipèlag de Sulu
L'arxipèlag de Sulu (en idioma natiu tausug: Sūg) és una cadena d'illes del sud-oest de les Filipines. Aquest arxipèlag representa la frontera septentrional del mar de Cèlebes. Els bangsamoro del moviment local d'independència consideren que l'arxipèlag els pertany.
Les illes de l'arxipèlag no són, com sovint es creu, les restes d'un pont terrestre entre Borneo i les Filipines. Més aviat, són la part exposada de petites crestes submarines produïdes per la inclinació tectònica del fons marí. Basilan, Jolo i altres illes del grup, són cons volcànics extints que sobresurten de la serralada austral. Tawi-Tawi, l'illa més meridional del grup, té una plataforma central serpentina coberta de pedra calcària. Aquesta cadena d'illes representa una important ruta de migració per moltes espècies d'aus.
Les ciutats o viles més grans de la regió es troben a Maimbung i Jolo, a l'arxipèlag de Sulu, i a la gran illa de Palawan, al nord. Les regions costaneres que s'estenen cap a l'oest de Mindanao, a la península de Zamboanga, i la part septentrional de l'illa de Borneo, eren antigament part de la talassocràtic Sultanat de Sulu.
L'arxipèlag és la llar dels tausug, de diversos grups del poble Sama (o samal), inclosos els badjaos, del poble parent dels yakan, i dels Jama Mapun. El tausug és parlat arreu com a primera o segona llengua a totes aquestes illes. El yakan es parla principalment a l'illa de Basilan. A més, per tot l'arxipèlag es parlen nombrosos dialectes del sinama.
Excavacions fetes a zona de la "Bolobok Cave" a l'illa de Sanga-Sanga, a la província de Tawi-Tawi, han deixar al descobert restes d'utensilis de fa 6.185 anys.

## Geologia
El mar de Sulu es va obrir en el miocè mitjà en un entorn d'arc posterior al llarg de la plataforma de Sonda durant la subducció de la placa del mar de Celebes sota l'arc insular de Arxipèlag de Sulu. El tancament progressiu i encara incomplet d'aquesta conca, iniciat a l'època del Miocè final és el resultat de la col·lisió de amb el marge de la plataforma de Sonda.

## Geografia
Aquest arxipèlag fa 4.068 km², l'any 2005 tenia 1.300.000 habitants i es divideix en diversos grups especialment entre Basilan, Jolo i Tawi-Tawi. Hi ha altres petits grups:
| Grup Basilan - Basilan - Pilas - Bongo, Bubuan, Illa Cruz, Linawan, Sumisip, Tambuilan, Timbungan, Zambonga i moltes altres illes petites Grup Jolp - Capual - Jolo (Sulu) - Pata - Tongquil - Balanguingui, Bangalao, Bitinan, Bucutua, Bulan, Cabucan, Gujangan, Hegad, Mamanoc, Manangut, Minis, Pangasinan, Pantocunan, Parol, Patian, Simisa, Tatalan i altres de petites Grup Keenapusan - Bubuan, Bintawlan, Nusa, South Ubian, Tabawan, Tagao i altres de petites Grup Laparan - Deatoboato - Cap Island - Laparan - Dog Can - Pearl Bank (atol) Grup Pangutaran - Kulasssein - Panducan - Pangutaran - Basbas, Cunilan, Datubato, North Ubian, Tubigan, Usada i altres de petites | Grup Sibutu - Omapoy - Sibutu - Sitankai Grup Tapul - Lapac - Lugus (Bulipongpong) - Siasi - Tapul - Cabingan, Laminusa, Paquia, Taluc, Tara, Tapaan i altres de petites Grup Tawi-Tawi - Bongao - Manuk Mankaw - Simunul - Sanga-Sanga - Tawi-Tawi - Topaan - Banaran, Baturapac, Bilatan, Calupag, Kang Tipayan Dakula, Kang Tipayan Diki, Languyan, Latuan (Sunsang), Lubucan, Mantabuan, Naungan, Parangan, Pasegan Guimba, Sikubong, Simalak, Sugbai, Tandubas, Tandubato, Taruk, Tingungun, Tubig Dakula (Bohe Mahiya), Tumbagaan i altres de petites Altres - Mapun (anteriorment Cagayan de Tawi-Tawi/Cagayan de Sulu) - Illes Turtle (Baguan, Boaan, Great Bakkungaan, Langaan, Lihiman, Sibaung, Taganak) - Bubuan, Cacatan, Dammai, Datubato, Lahatlahat, Maniacolat, Singaan, Sulade, Teomabal i altres que principalment estan deshabitades |

## Història
El govern de l'Imperi Espanyol sobre Mindanao, Palawan, i les illes que hi ha al sud va ser sempre fràgil. Aquesta regió va estar generalment sota el control del Sultanat de Sulu, el qual va tractar contínuament d'estendre la influència de l'islam sobre les illes del sud-oest de les Filipines. Durant el segle xvi, l'Imperi Espanyol va emprendre diverses campanyes militars contra el Sultanat. Entre el segle xvi i 1898, hi va haver 16 campanyes, 5 de les quals van donar lloc a breus períodes d'ocupació, amb l'excepció de l'última. Durant aquests tres segles, els espanyols van governar Jolo de forma seguida un màxim de tres dècades i, per tant, el domini espanyol sobre l'arxipèlag de Sulu es limitava generalment als tributs anuals que pagaven els sultans a l'imperi, sobretot en la forma de perles. L'ocupació efectiva de Jolo per part de l'imperi espanyol no va tenir lloc fins al 1876.

### 1587-1844: El Sultanat de Sulu contra Espanya

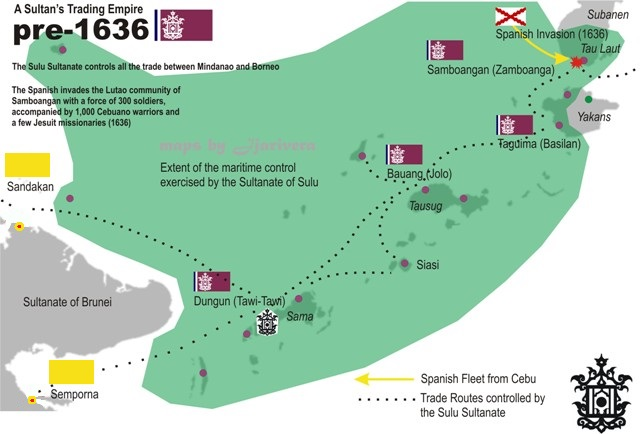
Mapa geopolític de l'arxipèlag de Sulu (abans de 1636)

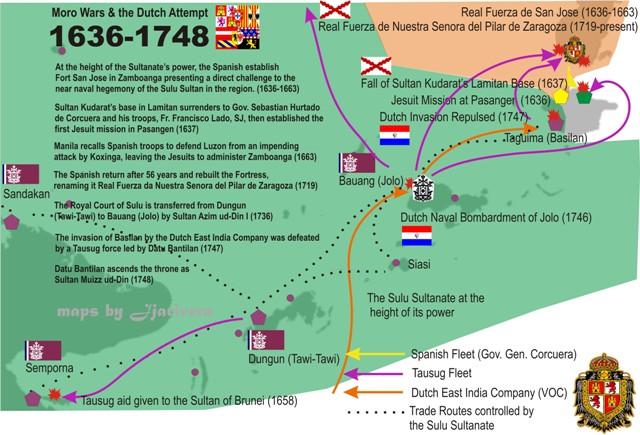
Mapa geopolític de l'arxipèlag de Sulu (1636-1748)

Des de les seves primeres trobades amb Jolo, Espanya es va trobar amb la forta resistència d'un poble altament organitzat sota el Sultanat de Sulu, que havia estat establert el 1457 per un àrab nascut a Johor, Shari'ful Hashem Syed Abu Bak'r, i que havia arribat a Sulu des de Melaka el 1450. El sultanat tenia forts lligams amb Borneo, el qual durant el segle xv estava sota la influència de l'islam.
Encara que Miguel López de Legazpi havia aconseguit establir una colònia a l'illa de Cebu el maig 1565, l'impuls inicial de la conquesta espanyola es va dirigir cap al nord, i no va ser fins al juny de 1578, quan el governador general Francisco de Sande va enviar al capità Esteban Rodríguez de Figueroa, juntament amb el sacerdot jesuïta Juan del Campo i el coadjutor Gaspar Gómez, a Jolo. El resultat no va ser l'ocupació, sinó un compromís negociat amb sultà de Sulu, pel qual aquest pagaria un tribut regular de perles. L'any següent, Figueroa va ser guardonat amb el dret exclusiu de colonitzar Mindanao. El 1587, durant una campanya contra Borneo ordenada per Francisco de Sande, Figueroa va atacar i cremar Jolo. Un dies més tard, els espanyols van abandonar Jolo, de manera que probablement la campanya no s'havia fet amb la intenció d'ocupar l'illa, sinó d'assegurar la seva rereguarda per poder atacar el nord de Borneo.
Les hostilitats dels espanyols van decidir als Joloans a resistir-se a les intrusions espanyoles. En resposta als atacs, es van produir incursions contra els assentaments i congregacions organitzades per Espanya. El 1593, es va establir la primera missió Catòlica Romana permanent
a la península de Zamboanga, i tres anys més tard, l'exèrcit espanyol va atacar de nou Jolo, encara que aquest cop va ser rebutjat per l'exèrcit del Rajà Bongsu.
El novembre de 1593, l'Imperi Espanyol va enviar a Juan Ronquillo a Tampakan per frustrar les intencions dels caçadors d'esclaus. No obstant això, l'any següent, les tropes de l'exèrcit espanyol s'havien traslladat a Caldera Bay (Recodo), Mindanao. El 1598, es va llençar una nova expedició contra Jolo, la qual va ser repel·lida pels Joloans.
A finals de 1600, el capità Juan Gallinato va encapçalar un grup de 200 soldats espanyols, però les seves forces van ser delmades. A principis de 1601, després de tres mesos de dura campanya, les tropes espanyoles es van retirar davant la impossibilitat de capturar Jolo. El 1628, es va organitzar una força més gran, formada per uns 200 oficials i 1.600 soldats de l'exèrcit espanyol, per atacar de nou Jolo, per tal de trencar la rereguarda de les incursions d'esclaus i comerciants musulmans. No obstant això, aquesta expedició més nombrosa va fallar alhora de capturar l'illa. El 17 de març de 1630, una gran força espanyola de 2.500 soldats va atacar Jolo, de nou en va, ja que quan el seu comandant Lorenzo d'Olazo va ser ferit, les tropes espanyoles es van retirar.
El 4 de gener de 1638, de Corcuera va conduir una campanya naval i terrestre formada per 80 vaixells i 2.000 soldats per atacar Jolo, però el sultà Wasit va dur a terme una defensa aferrissada. No obstant això, es va estendre una epidèmia d'una malaltia tropical entre les tropes de Kuta del sultà Wasit, i, per tant, ell i els seus caps van haver-se de refugiar a Tawi-Tawi. Aleshores l'exèrcit espanyol va ocupar fàcilment Jolo, i hi va deixar una petita guarnició per controlar la zona.
Aquesta guarnició espanyola va ser extingida per les freqüents incursions que va llençar posteriorment el sultà Wasit. Cap al 1645, aquesta guarnició s'havia consumit del tot. Aquesta havia estat la primera vegada que Jolo havia estat ocupada pels espanyols durant un període significatiu.
Entre 1663 i 1718, es va produir un període de pau, donat que les tropes espanyoles van rebre l'ordre d'abandonar la península de Zamboanga i tot el forts al seu sud, per reagrupar-se a Manila per preparar-se per l'imminent atac del pirata xinès Koxinga, un atac que mai es va dur a terme.
Les hostilitats es van reprendre el segle xviii a causa de la decisió del governador general Juan Antonio de la Torre Bustamante, de reconstruir la Real Fuerza de San José a Bagumbayan, Zamboanga. El fort es va completar el 1719 amb el nom de Real Fuerza del Pilar de Zaragoza (actualment conegut popularment com a Fort Pilar), i va ser inaugurat el 16 d'abril per Don Fernando Bustillos Bustamante Rueda, mariscal de Zamboanga. Tres anys més tard, els espanyols van llençar una nova ofensiva contra Jolo, liderada per Andres Garcia, la qual va ser un fracàs estrepitós. El 1731, el general Ignacio Iriberri va conduir una tropa de 1.000 soldats i va capturar Jolo després d'un llarg setge, encara que la va perdre de nou uns dies més tard.
El 1755, una tropa de 1.900 soldats espanyols dirigida pels capitans Simeon Valdez i Pedro Gastambide va ser enviada a Jolo per venjar-se de les incursions del sultà Sultan Muiz ud-Din, però de nou van ser derrotats. El 1775, després d'una incursió dels moros a Zamboanga, el capità Vargas va dirigir una expedició de càstig contra Jolo, però les seves tropes van ser rebutjades.

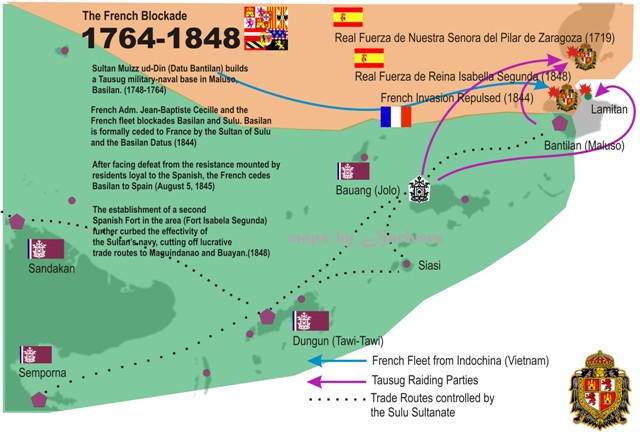
Mapa geopolític de l'arxipèlag de Sulu (1764-1848)

La segona meitat del segle xviii va veure com apareixia un nou aspirant a la zona de Sulu. Després d'ocupar Manila entre 1762 i 1764, durant la Guerra dels Trenta Anys entre Espanya i la Gran Bretanya, l'Exèrcit britànic es va retirar cap al sud. Allà es van establir aliances de comerç entre el Sultanat de Sulu i la Companyia Britànica de les Índies Orientals. Des d'aleshores els atacs espanyols sobre Jolo, es van dirigir a afeblir els interessos comercials britànics al sud.
El 1784, Aguilar va dirigir una sèrie d'atacs frustrats contra el Jolo i el 1796, l'almirall espanyol José Àlaba va ser enviat des de Madrid amb una flota naval de gran abast, per aturar els atacs que arribaven des del mar de Sulu. La presència britànica va donar senyals el 1798, quan la Royal Navy, que havia establert una base a Sulu, va bombardejar el Fort Pilar a Zamboanga. El 1803, Lord Arthur Wellesley, el governador general de l'Índia, va ordenar a Robert J. Fraquhar transferir el comerç i les operacions militars a l'illa de Balambangan, prop de Borneo. El 1895, la Gran Bretanya havia retirat el seu exèrcit i la seva flota naval de la zona del mar de Sulu.
El 1810, amb la declaració d'independència de Mèxic, l'Imperi Espanyol va començar una guerra per tractar d'evitar la pèrdua d'aquesta colònia, la qual es va allargar fins al 1821. Aquest fet va provocar que el 1815 s'acabés el comerç de galions a través de l'oceà Pacífic entre les Filipines i Mèxic. La majoria de la resta de les territoris espanyols d'Amèrica també havien rebel·lat contra l'imperi espanyol. El 1821, l'administració de les illes Filipines es va traslladar directament a Madrid, en lloc d'estar sota el control del Virregnat de Nova Espanya, ja que Mèxic i els seus veïns del sud (a l'Amèrica Central) havien obtingut la seva independència d'Espanya.
L'Imperi Espanyol va tractar de posar fi a l'amenaça dels moros, i el 1824, una força naval lleugera i maniobrable comandada pel capità Alonso Morgado, va ser enviada per enfrontar-se als tractants d'esclaus del mar de Sulu.

### 1844-1889: Colònia espanyola

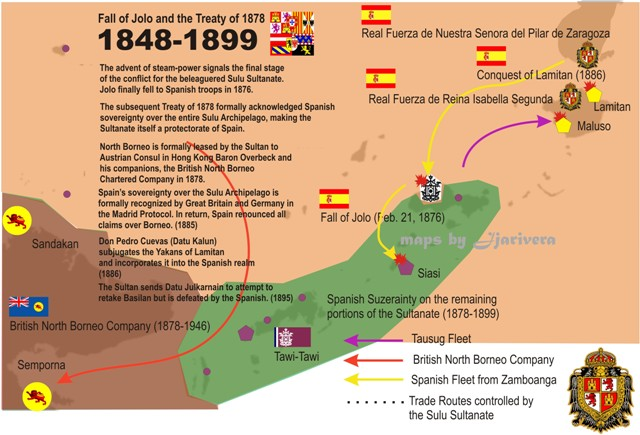
Mapa geopolític de l'arxipèlag de Sulu (1844-1899)

El 1844, el governador general Narcís Claveria va dirigir una nova expedició con Jolo. El 1848 el governador Claveria amb els poderosos vaixells de guerra Magallanes, El Cano, i Reina de Castilla, portats d'Europa, va supervisar l'atac sobre la fortalesa de Balangingi, a Tungkil. La incursió va donar lloc a la captura de molts samas i l'exili de molts d'ells als camps de tabac de Cagayan Valley. No obstant això, el líder dels sama, Paglima Taupan, no va ser capturat. Amb la caiguda de la fortalesa, s'havia delmat un poderós aliat del Sultanat de Sulu, fet que va iniciar el declivi del poder marítim del sultanat. El 1850, el governador general Juan Urbiztondo va continuar la campanya del seu predecessor, aniquilant els bastions restants de Balangingi. Malgrat això, una incursió feta sobre Jolo el mateix any, va ser fallida. El 28 de febrer de 1851, Urbiztondo va llençar una nova campanya contra Jolo, destruint tota la ciutat amb foc i confiscant 112 peces d'artilleria. Les tropes espanyoles es van retirar després de l'èxit de l'assalt.
El 1876, els espanyols van iniciar una gran campanya amb l'objectiu d'ocupar Jolo. Impulsats per la necessitat de frenar d'una vegada per totes la captura d'esclaus, i amoïnats per la presència d'altres potències occidentals al sud (els britànics havien establert centres comercials a Jolo durant el segle xix i el francesos s'havien ofert a comprar l'illa de Basilan), els espanyols van fer un últim intent de consolidar el seu mandat sobre la frontera del sud. El 21 de febrer d'aquest any, els espanyols van reunir el major contingent contra Jolo, format per 9.000 soldats, en 11 vaixells de transport, 11 vaixells de guerra, i 11 vaixells de vapor. Encapçalats per l'almirall Jose Malcampo, van capturar Jolo i establir un assentament espanyol amb el capità Pascual Cervera encarregat d'establir una guarnició i exercir de governador militar.
| Llista de governadors militars de Jolo | Llista de governadors militars de Jolo | Llista de governadors militars de Jolo | Llista de governadors militars de Jolo |
| #                                      | Nom                                    | Des de                                 | Fins                                   |
| -------------------------------------- | -------------------------------------- | -------------------------------------- | -------------------------------------- |
| 1                                      | Capitan Pascual Cervera                | Març 1876                              | Desembre de 1876                       |
| 2                                      | General de Brigada José Paulín         | Desembre de 1876                       | Abril de 1877                          |
| 3                                      | Coronel Carlos Martinez                | Setembre de 1877                       | Febrer de 1880                         |
| 4                                      | Coronel Rafael de Rivera               | 1880                                   | 1881                                   |
| 5                                      | Coronel Isidro G. Soto                 | 1881                                   | 1882                                   |
| 6                                      | Coronel Eduardo Bremon                 | 1882                                   | 1882                                   |
| 7                                      | Coronel Julian Parrrado                | 1882                                   | 1884                                   |
| 8                                      | Coronel Francisco Castilla             | 1884                                   | 1886                                   |
| 9                                      | Coronel Juan Arolas                    | 1886                                   | 1893                                   |
| 10                                     | Coronel Caesar Mattos                  | 1893                                   | 1893                                   |
| 11                                     | General Venancio Hernandez             | 1893                                   | 1896                                   |
| 12                                     | Coronel Luis Huerta                    | 1896                                   | 1899                                   |

Els espanyols mai no van estar segurs a Jolo, per aquest raó, el 1878, van fortificar el seu perímetre amb una muralla i portes amb torres. Van construir forts interiors, als quals van anomenar Puerta Blockaus, Puerta España, i Puerta Alfonso XII, i dues fortificacions exteriors anomenades Princesa de Asturias i Torre de la Reina. Les tropes, que incloïen una unitat de cavalleria amb el seu propi comandant, estaven aquarterades dins les muralles protectores. El 1880 el coronel Rafael Gonzales de Rivera, el qual havia estat anomenat governador militar pel governador general, va enviar al 6è regiment a les illes de Siasi i Bongao. El 22 de juliol de 1883, 3 "juramentados" anònims van aconseguir travessar les muralles i assassinar tres espanyols. La paraula "ajuramentado" va ser creada pel coronel español Juan Arolas després presenciar diversos atacs mentre servia a la guarnició de Jolo.

### Des del 1898: Govern americà i independència

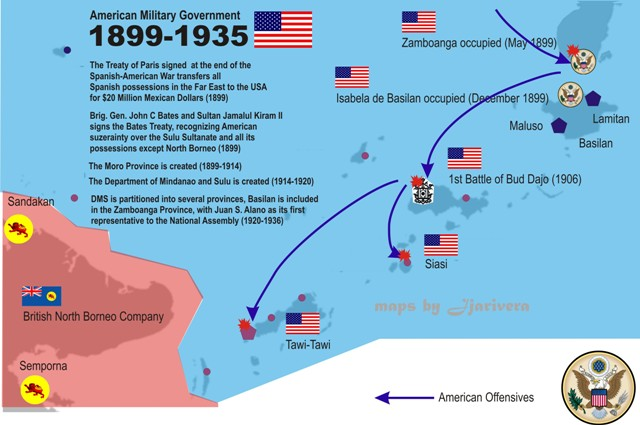
Mapa geopolític de l'arxipèlag de Sulu (1899-1935)

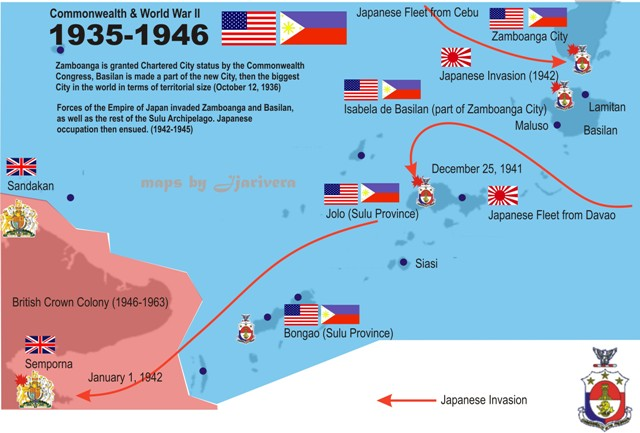
Mapa geopolític de l'arxipèlag de Sulu (1935-1946)

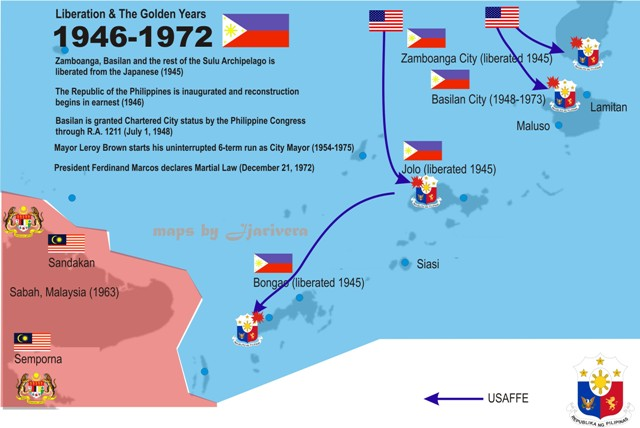
Mapa geopolític de l'arxipèlag de Sulu (1946-1972)

El 1898 va esclatar la Guerra Hispano-estatunidenca. La flota de la marina dels Estats Units d'Amèrica, dirigada pel contraalmirall George Dewey, va derrotar a la flota espanyola a la decisiva batalla de la badia de Manila, després de la qual l'exèrcit americà va ocupar Manila. Els Estats Units van prendre possessió de les Filipines emparats per les lleis internacionals després de la signatura del Tractat de París de 1898, que donava per acabada la guerra i consumava la pèrdua definitiva de les Filipines per part d'Espanya. El 4 de febrer de 1899, a conseqüència de l'ocupació nord-americana, va esclatar la Guerra filipino-estatunidenca pel control de les Filipines, durant la qual l'exèrcit americà va lluita i derrotar les forces filipines, dirigides per Emilio Aguinaldo.
El desembre de 1941, el Japó va atacar territoris nord-americans de Pearl Harbor i les Filipines. Com a conseqüència d'aquest atac, els Estats Units van declarar la guerra al Japó i van entrar a la Segona Guerra Mundial. Entre 1941 i 1942, el Japó va conquerir i ocupar les Filipines durant la Campanya de les Filipines. Dos anys més tard, el 1944, va tenir lloc la batalla del Golf Leyte, fet amb el qual es va iniciar l'alliberament de les Filipines, concloent amb èxit després d'expulsar els japonesos de les illes.
El 4 de juliol de 1946, les Filipines van assolir la seva independència.

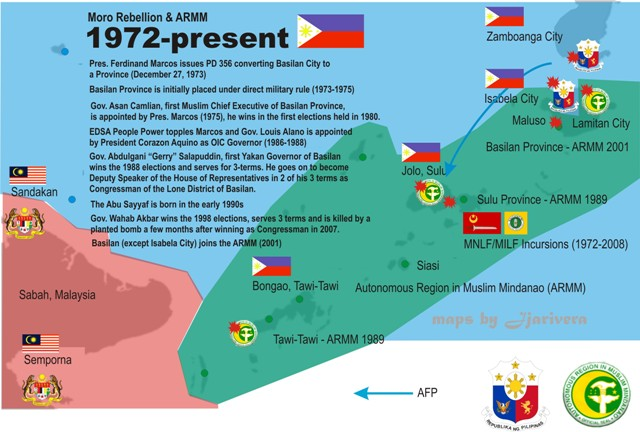
Mapa geopolític de l'arxipèlag de Sulu (actualitat)

Les fortificacions de Jolo es va mantenir en bon estat durant l'ocupació americana, data en què les seves parets, portes i edificis van ser fotografiats. Aquestes primeres fotos del segle xx, mostren Jolo com una ciutat ben ordenada, clarament exposada en una quadrícula de carrers e illes, típica de l'urbanisme espanyol aplicat amb la característica rigidesa dels militars.
Va ser durant els anys de la postguerra quan els murs es van degradar. La ciutat va patir una gran destrucció a causa dels bombardejos i del foc, causats per les operacions militars a Jolo el 1973. No hi ha registres d'en quin moment d'aquest període van ser destruïts els murs existents. En l'actualitat, encara existeixen trams curts de mur perimetral degradat, encara que costa trobar-los perquè estan coberts per cases o edificis, o enderrocats en gran part, a menys d'un metre d'alçada.